# Thomas Schwab (Rennrodler)

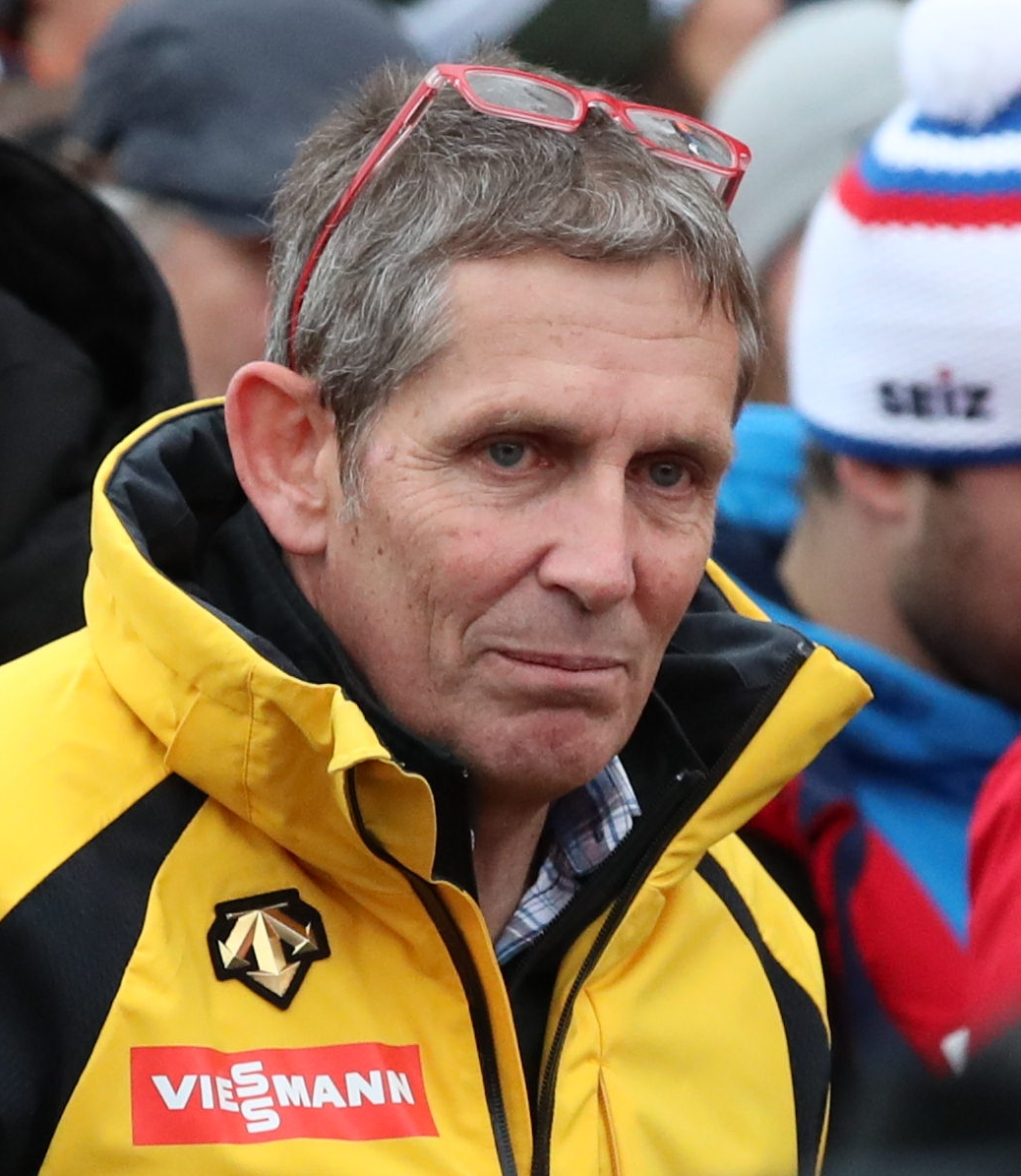
Thomas Schwab (2019)

Thomas Schwab (* 20. April 1962 in Salzberg, heute Ortsteil von Berchtesgaden) ist ein deutscher Rodelsport-Funktionär sowie ehemaliger Rennrodler und Bundestrainer der Rennrodler.
Er ist Vorstandsvorsitzender sowie Sportdirektor und Generalsekretär des Bob- und Schlittenverbandes für Deutschland und Vizepräsident Marketing der Fédération Internationale de Luge de Course.

## Aktiver Rodler
Thomas Schwab bildete zusammen mit Wolfgang Staudinger einen Weltklasse-Doppelsitzer. Ein Höhepunkt der Karriere war die Teilnahme an den Olympischen Winterspielen 1988 in Calgary, wo das Doppel hinter den DDR-Doppeln Jörg Hoffmann/Jochen Pietzsch und Stefan Krauße/Jan Behrendt Dritter wurde. Im selben Jahr wurden beide in Königssee Europameister und auch Deutscher Meister. Im Jahr zuvor gewannen sie bei den Weltmeisterschaften in Igls Bronze hinter Hoffmann/Pietzsch und Stefan Ilsanker/Georg Hackl. In der Saison 1986/87 gewannen sie auch den Gesamtweltcup der Doppelsitzer vor Ilsanker/Hackl und Hansjörg Raffl/Norbert Huber. Viermal konnte das Duo Weltcups für sich entscheiden.

## Trainer
Nach seiner aktiven Laufbahn absolvierte Schwab an der Trainerakademie Köln ein Studium zum Diplom-Trainer, welches er 1991 abschloss. 1995 löste er Sepp Lenz als Rennrodel-Bundestrainer ab. Unter seiner Leitung wurden sechs von neun möglichen olympischen Titeln gewonnen und insgesamt 14 von 24 möglichen Olympiamedaillen geholt. Insgesamt gewannen seine Athleten bei Olympischen Spielen, Welt- und Europameisterschaften 50× Gold, 43 × Silber und 23 × Bronze.

## Sportfunktionär
2008 folgte Schwab beim deutschen Rodelverband BSD Stefan Kraus als Generalsekretär und Sportdirektor. Er gab dem Verband eine zeitgemäße professionelle Führungsstruktur.
Seit 2019 ist Schwab Vizepräsident Marketing des Weltverbandes Fédération Internationale de Luge de Course.